# Seznam dílů seriálu Milénium
Toto je seznam dílů seriálu Milénium. Americký seriál Milénium byl poprvé vysílán 25. října 1996 a skončil po třech řadách dne 21. května 1999. Česky jej v premiéře uváděla TV Nova.
Po zrušení seriálu se poslední dobrodružství odehrálo v rámci seriálu Akta X (6. díl 7. řady nazvaný Millennium, česky Milénium).

## Přehled řad
| Řada | Díly | Premiéra v USA | Premiéra v USA  | Premiéra v ČR   | Premiéra v ČR      |
| Řada | Díly | První díl      | Poslední díl    | První díl       | Poslední díl       |
| ---- | ---- | -------------- | --------------- | --------------- | ------------------ |
| 1    | 22   | 25. října 1996 | 16. května 1997 | 3. září 1998    | 14. prosince 1998  |
| 2    | 23   | 19. září 1997  | 15. května 1998 | 15. května 2000 | 26. září 2000†     |
| 3    | 22   | 2. října 1998  | 21. května 1999 | 2. října 2000†  | 12. prosince 2000† |

## Seznam dílů
Epizody označené symbolem † byly uveřejněny v TV programu uvedeného dne, ovšem naplánovaný začátek měly až v prvních hodinách následujícího dne.

### První řada (1996–1997)
| Č. v seriálu | Č. v řadě | Původní název                                 | Český název             | Režie              | Scénář                             | Premiéra v USA     | Premiéra v ČR      | Prod. kód |
| ------------ | --------- | --------------------------------------------- | ----------------------- | ------------------ | ---------------------------------- | ------------------ | ------------------ | --------- |
| 1            | 1         | Pilot                                         | Pilot                   | David Nutter       | Chris Carter                       | 25. října 1996     | 3. září 1998       | 4C79      |
| 2            | 2         | Gehenna                                       | Gehenna                 | David Nutter       | Chris Carter                       | 1. listopadu 1996  | 10. září 1998      | 4C01      |
| 3            | 3         | Dead Letters                                  | Nedoručitelné dopisy    | Thomas J. Wright   | Glen Morgan a James Wong           | 8. listopadu 1996  | 17. září 1998      | 4C02      |
| 4            | 4         | The Judge                                     | Soudce                  | Randall Zisk       | Ted Mann                           | 15. listopadu 1996 | 1. října 1998      | 4C04      |
| 5            | 5         | 522666                                        | 522666                  | David Nutter       | Glen Morgan a James Wong           | 22. listopadu 1996 | 8. října 1998      | 4C05      |
| 6            | 6         | Kingdom Come                                  | Onen svět               | Winrich Kolbe      | Jorge Zamacona                     | 29. listopadu 1996 | 24. září 1998      | 4C03      |
| 7            | 7         | Blood Relatives                               | Pokrevní příbuzní       | Jim Charleston     | Chip Johannessen                   | 6. prosince 1996   | 15. října 1998     | 4C06      |
| 8            | 8         | The Well-Worn Lock                            | Vysloužilá závora       | Ralph Hemecker     | Chris Carter                       | 20. prosince 1996  | 22. října 1998     | 4C07      |
| 9            | 9         | Wide Open                                     | Všichni jsme zranitelní | Jim Charleston     | Charles Holland                    | 3. ledna 1997      | 29. října 1998     | 4C08      |
| 10           | 10        | The Wild and the Innocent                     | Divoký a nevinná        | Thomas J. Wright   | Jorge Zamacona                     | 10. ledna 1997     | 3. listopadu 1998  | 4C10      |
| 11           | 11        | Weeds                                         | Plevel                  | Michael Pattinson  | Frank Spotnitz                     | 24. ledna 1997     | 2. listopadu 1998  | 4C09      |
| 12           | 12        | Loin Like a Hunting Flame                     | Nezvladatelná vášeň     | David Nutter       | Ted Mann                           | 31. ledna 1997     | 9. listopadu 1998  | 4C11      |
| 13           | 13        | Force Majeure                                 | Vyšší moc               | Winrich Kolbe      | Chip Johannessen                   | 7. února 1997      | 10. listopadu 1998 | 4C12      |
| 14           | 14        | The Thin White Line                           | Tenká bílá čára         | Thomas J. Wright   | Glen Morgan a James Wong           | 14. února 1997     | 16. listopadu 1998 | 4C13      |
| 15           | 15        | Sacrament                                     | Svátost                 | Michael W. Watkins | Frank Spotnitz                     | 21. února 1997     | 17. listopadu 1998 | 4C14      |
| 16           | 16        | Covenant                                      | Smlouva                 | Roderick J. Pridy  | Robert Moresco                     | 21. března 1997    | 24. listopadu 1998 | 4C16      |
| 17           | 17        | Walkabout                                     | Test                    | Cliff Bole         | Chip Johannessen a Tim Tankosic    | 28. března 1997    | 23. listopadu 1998 | 4C15      |
| 18           | 18        | Lamentation                                   | Pláč (1. část)          | Winrich Kolbe      | Chris Carter                       | 18. dubna 1997     | 30. listopadu 1998 | 4C17      |
| 19           | 19        | Powers, Principalities, Thrones and Dominions | Pláč (2. část)          | Thomas J. Wright   | Ted Mann a Harold Rosenthal        | 25. dubna 1997     | 1. prosince 1998   | 4C18      |
| 20           | 20        | Broken World                                  | Zhroucený svět          | Winrich Kolbe      | Robert Moresco a Patrick Harbinson | 2. května 1997     | 7. prosince 1998   | 4C19      |
| 21           | 21        | Maranatha                                     | Maranatha               | Peter Markle       | Chip Johannessen                   | 9. května 1997     | 8. listopadu 1998  | 4C20      |
| 22           | 22        | Paper Dove                                    | Papírová holubice       | Thomas J. Wright   | Ted Mann a Walon Green             | 16. května 1997    | 14. prosince 1998  | 4C21      |

### Druhá řada (1997–1998)
| Č. v seriálu | Č. v řadě | Původní název                 | Český název                  | Režie               | Scénář                   | Premiéra v USA     | Premiéra v ČR     | Prod. kód |
| ------------ | --------- | ----------------------------- | ---------------------------- | ------------------- | ------------------------ | ------------------ | ----------------- | --------- |
| 23           | 1         | The Beginning and the End     | Začátek a konec              | Thomas J. Wright    | Glen Morgan a James Wong | 19. září 1997      | 15. května 2000   | 5C01      |
| 24           | 2         | Beware of the Dog             | Pozor, pes                   | Allen Coulter       | Glen Morgan a James Wong | 26. září 1997      | 22. května 2000   | 5C02      |
| 25           | 3         | Sense and Antisense           | Smysl a antismysl            | Thomas J. Wright    | Chip Johannessen         | 3. října 1997      | 29. května 2000   | 5C03      |
| 26           | 4         | Monster                       | Monstrum                     | Perry Lang          | Glen Morgan a James Wong | 17. října 1997     | 5. června 2000    | 5C04      |
| 27           | 5         | A Single Blade of Grass       | Jediné stéblo trávy          | Rodman Flender      | Kay Reindl a Erin Maher  | 24. října 1997     | 12. června 2000   | 5C05      |
| 28           | 6         | The Curse of Frank Black      | Prokletí Franka Blacka       | Ralph Hemecker      | Glen Morgan a James Wong | 31. října 1997     | 19. června 2000   | 5C07      |
| 29           | 7         | 19:19                         | Únos                         | Thomas J. Wright    | Glen Morgan a James Wong | 7. listopadu 1997  | 26. června 2000   | 5C06      |
| 30           | 8         | The Hand of St. Sebastian     | Ruka svatého Sebastiána      | Thomas J. Wright    | Glen Morgan a James Wong | 14. listopadu 1997 | 11. července 2000 | 5C08      |
| 31           | 9         | Jose Chung's Doomsday Defense | Changova Obrana soudného dne | Darin Morgan        | Darin Morgan             | 21. listopadu 1997 | 18. července 2000 | 5C09      |
| 32           | 10        | Midnight of the Century       | Půlnoc století               | Dwight Little       | Kay Reindl a Erin Maher  | 19. prosince 1997  | 25. července 2000 | 5C11      |
| 33           | 11        | Goodbye Charlie               | Sbohem, Charlie              | Ken Fink            | Richard Whitley          | 9. ledna 1998      | 1. srpna 2000     | 5C10      |
| 34           | 12        | Luminary                      | Světlonoš                    | Thomas J. Wright    | Chip Johannessen         | 23. ledna 1998     | 8. srpna 2000     | 5C12      |
| 35           | 13        | The Mikado                    | Mikádo                       | Roderick Pridy      | Michael R. Perry         | 6. února 1998      | 15. srpna 2000    | 5C13      |
| 36           | 14        | The Pest House                | Lazaret                      | Allen Coulter       | Glen Morgan a James Wong | 27. února 1998     | 22. srpna 2000    | 5C15      |
| 37           | 15        | Owls                          | Sovy (1. část)               | Thomas J. Wright    | Glen Morgan a James Wong | 6. března 1998     | 29. srpna 2000    | 5C14      |
| 38           | 16        | Roosters                      | Sovy (2. část)               | Thomas J. Wright    | Glen Morgan a James Wong | 13. března 1998    | 4. září 2000†     | 5C16      |
| 39           | 17        | Siren                         | Siréna                       | Allen Coulter       | Glen Morgan a James Wong | 20. března 1998    | 5. září 2000†     | 5C17      |
| 40           | 18        | In Arcadia Ego                | Neposkvrněné početí          | Thomas J. Wright    | Chip Johannessen         | 3. dubna 1998      | 11. září 2000†    | 5C18      |
| 41           | 19        | Anamnesis                     | Zázrak                       | John Peter Kousakis | Kay Reindl a Erin Maher  | 17. dubna 1998     | 12. září 2000†    | 5C19      |
| 42           | 20        | A Room with No View           | Pokoj bez vyhlídky           | Thomas J. Wright    | Ken Horton               | 24. dubna 1998     | 18. září 2000†    | 5C20      |
| 43           | 21        | Somehow, Satan Got Behind Me  | Se Satanem v zádech          | Darin Morgan        | Darin Morgan             | 1. května 1998     | 19. září 2000†    | 5C21      |
| 44           | 22        | The Fourth Horseman           | Nastal čas (1. část)         | Dwight Little       | Glen Morgan a James Wong | 8. května 1998     | 25. září 2000†    | 5C22      |
| 45           | 23        | The Time Is Now               | Nastal čas (2. část)         | Thomas J. Wright    | Glen Morgan a James Wong | 15. května 1998    | 26. září 2000†    | 5C23      |

### Třetí řada (1998–1999)
| Č. v seriálu | Č. v řadě | Původní název              | Český název                | Režie            | Scénář                             | Premiéra v USA     | Premiéra v ČR       | Prod. kód |
| ------------ | --------- | -------------------------- | -------------------------- | ---------------- | ---------------------------------- | ------------------ | ------------------- | --------- |
| 46           | 1         | The Innocents              | Nevinní                    | Thomas J. Wright | Michael Duggan                     | 2. října 1998      | 2. října 2000†      | 3ABC01    |
| 47           | 2         | Exegesis                   | Exegeze                    | Ralph Hemecker   | Chip Johannessen                   | 9. října 1998      | 3. října 2000†      | 3ABC02    |
| 48           | 3         | TEOTWAWKI                  | Přežití                    | Thomas J. Wright | Chris Carter a Frank Spotnitz      | 16. října 1998     | 9. října 2000†      | 3ABC03    |
| 49           | 4         | Closure                    | Uzavřený případ            | Daniel Sackheim  | Larry Andries                      | 23. října 1998     | 10. října 2000†     | 3ABC04    |
| 50           | 5         | ...Thirteen Years Later    | ... třináct let poté       | Thomas J. Wright | Michael R. Perry                   | 30. října 1998     | 16. října 2000†     | 3ABC05    |
| 51           | 6         | Skull and Bones            | Lebka a hnáty              | Paul Shapiro     | Chip Johannessen a Ken Horton      | 6. listopadu 1998  | 17. října 2000†     | 3ABC06    |
| 52           | 7         | Through a Glass Darkly     | Za temným zrcadlem         | Thomas J. Wright | Patrick Harbinson                  | 13. listopadu 1998 | 23. října 2000†     | 3ABC07    |
| 53           | 8         | Human Essence              | Lidská podstata            | Thomas J. Wright | Michael Duggan                     | 11. prosince 1998  | 24. října 2000†     | 3ABC09    |
| 54           | 9         | Omerta                     | Pomsta                     | Paul Shapiro     | Michael R. Perry                   | 18. prosince 1998  | 30. října 2000†     | 3ABC08    |
| 55           | 10        | Borrowed Time              | Vypůjčený čas              | Dwight Little    | Chip Johannessen                   | 15. ledna 1999     | 31. října 2000†     | 3ABC10    |
| 56           | 11        | Collateral Damage          | Plánovaná ztráta           | Thomas J. Wright | Michael R. Perry                   | 22. ledna 1999     | 6. listopadu 2000†  | 3ABC11    |
| 57           | 12        | The Sound of Snow          | Bílý šum                   | Paul Shapiro     | Patrick Harbinson                  | 5. února 1999      | 7. listopadu 2000†  | 3ABC12    |
| 58           | 13        | Antipas                    | Antipas                    | Thomas J. Wright | Chris Carter a Frank Spotnitz      | 12. února 1999     | 13. listopadu 2000† | 3ABC13    |
| 59           | 14        | Matryoshka                 | Matrjoška                  | Arthur Forney    | Erin Maher a Kay Reindl            | 19. února 1999     | 14. listopadu 2000† | 3ABC14    |
| 60           | 15        | Forcing the End            | Vynucený konec             | Thomas J. Wright | Marjorie David                     | 19. března 1999    | 20. listopadu 2000† | 3ABC15    |
| 61           | 16        | Saturn Dreaming of Mercury | Saturn sní o Merkurovi     | Paul Shapiro     | Chip Johannessen a Jordan Hawley   | 9. dubna 1999      | 21. listopadu 2000† | 3ABC16    |
| 62           | 17        | Darwin's Eye               | Darwinovo oko              | Ken Fink         | Patrick Harbinson                  | 16. dubna 1999     | 27. listopadu 2000† | 3ABC18    |
| 63           | 18        | Bardo Thodol               | Bardo Thodol               | Thomas J. Wright | Chip Johannessen a Virginia Stock  | 23. dubna 1999     | 28. listopadu 2000† | 3ABC17    |
| 64           | 19        | Seven and One              | Sedm a jeden               | Peter Markle     | Chris Carter a Frank Spotnitz      | 30. dubna 1999     | 4. prosince 2000†   | 3ABC19    |
| 65           | 20        | Nostalgia                  | Nostalgie                  | Thomas J. Wright | Michael R. Perry                   | 7. května 1999     | 5. prosince 2000†   | 3ABC20    |
| 66           | 21        | Via Dolorosa               | Osudové varování (1. část) | Paul Shapiro     | Marjorie David a Patrick Harbinson | 14. května 1999    | 11. prosince 2000†  | 3ABC21    |
| 67           | 22        | Goodbye to All That        | Osudové varování (2. část) | Thomas J. Wright | Ken Horton a Chip Johannessen      | 21. května 1999    | 12. prosince 2000†  | 3ABC22    |

## VHS edice
Vybrané většinou vícedílné epizody byly vydány na videokazetách.
Některé z nich byly nadabovány v předstihu a byly k dispozici ve videopůjčovnách a v prodeji dříve, než se objevily v televizi.
- Pilot / Gehenna
- Pláč
- Začátek & konec
- Čas
- Nevinnost
- Sova
- Osudové varování